# Söderlandet (utanför Ölmos, Kimitoön)
Söderlandet är en ö i Finland. Den ligger i Skärgårdshavet och i kommunen Kimitoön i landskapet Egentliga Finland, i den sydvästra delen av landet. Ön ligger omkring 39 kilometer söder om Åbo och omkring 150 kilometer väster om Helsingfors.
Öns area är 7,6 hektar och dess största längd är 0,6 kilometer i nord-sydlig riktning. Ön höjer sig omkring 15 meter över havsytan.